# Jonasz Jaszczezierski

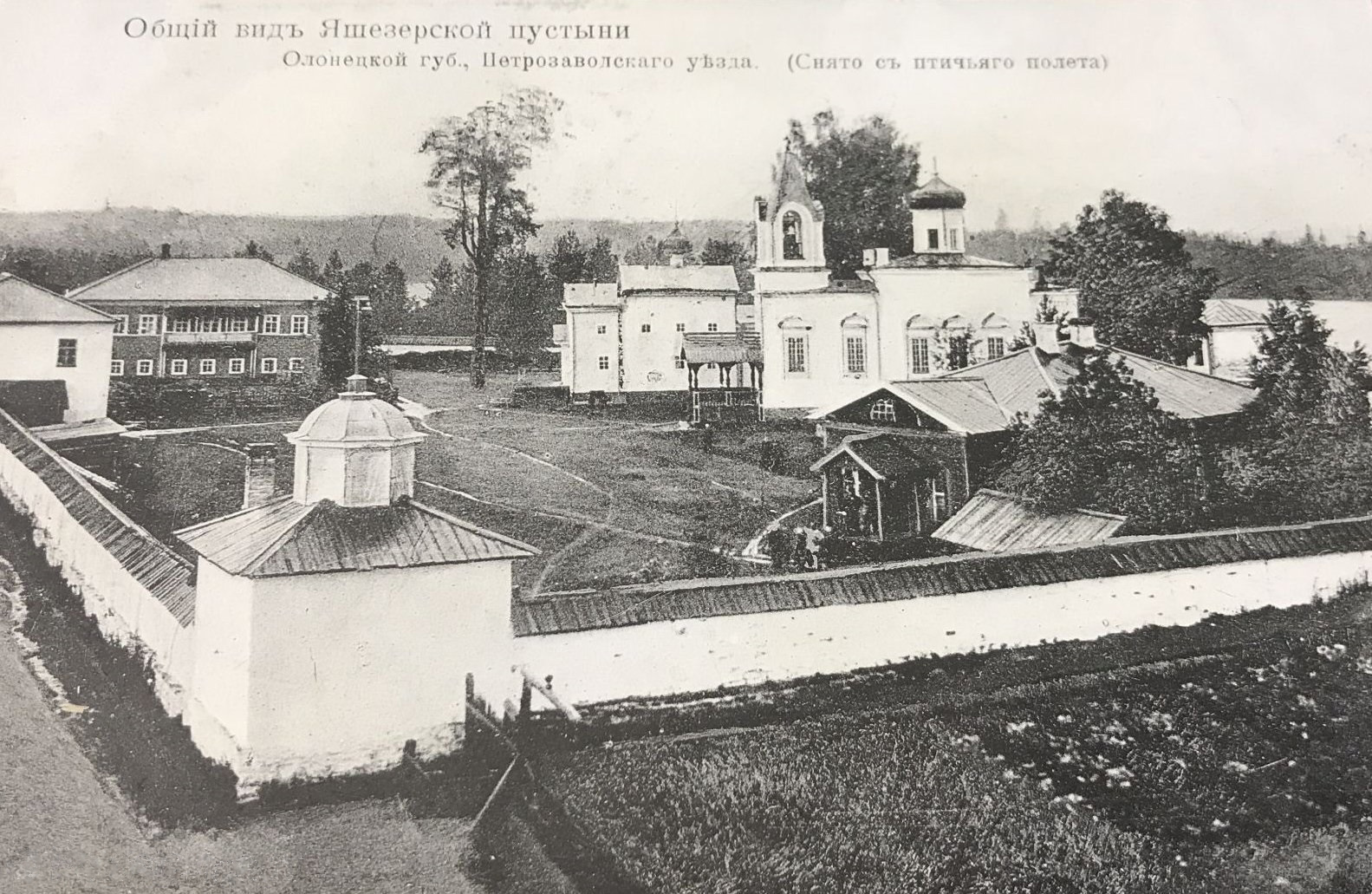
Monaster założony przez Jonasza, widok z XIX w.

Jonasz Jaszczezierski (zm. w końcu XVI wieku w Szokszy) – święty mnich prawosławny.
Urodził się we wsi Szoksza. Okoliczności wstąpienia przez niego do monasteru i imię świeckie są nieznane. W latach 80. XVI wieku zaczął pracę nad organizacją klasztoru męskiego w okolicach rodzinnej wsi. Wcześniej żył w niej jako pustelnik, zaś zalążek wspólnoty monastycznej stanowiła grupa 8 mnichów, którzy pragnęli naśladować go i razem z nim zbudowali drewnianą cerkiew Zwiastowania. Jonasz, choć był już szanowanym zakonnikiem, osobiście wykonywał prace przy budowie monasteru, miał osobiście przekopać kanał między Jaszczezierem a Jeziorem Siennym, by klasztor mógł hodować ryby na własny użytek. Powstałemu monasterowi nadał wezwanie Zwiastowania.
Mnich Jonasz cieszył się dużym autorytetem duchowym. Szanowali go m.in. Jakub, ihumen Monasteru Sołowieckiego, Izydor, metropolita nowogrodzki oraz inny późniejszy święty prawosławnych Irynarch Rostowski. Jonasz zmarł w końcu XVI wieku w monasterze, jaki powołał do życia, i tam też został pochowany.